# La Ruche (film, 1982)
Pour les articles homonymes, voir La Ruche.
Pour plus de détails, voir Fiche technique et Distribution.
La Ruche (La colmena) est un film espagnol réalisé par Mario Camus, sorti en 1982. Il est adapté du roman éponyme de Camilo José Cela.

## Synopsis
La population subit les conséquences de la Guerre Civile espagnole. Un groupe d'habitués se réunit tous les jours au café "Le Délice" à Madrid.

## Fiche technique
- Titre : La colmena
- Réalisation : Mario Camus
- Scénario : José Luis Dibildos d'après le livre de Camilo José Cela
- Production : José Luis Dibildos
- Musique : Antón García Abril
- Photographie : Hans Burman
- Montage : José María Biurrún
- Pays d'origine :  Espagne
- Format : couleurs - stéréo
- Genre : drame
- Durée : 112 minutes
- Date de sortie : 1982

## Distribution
- Victoria Abril : Julita
- Ana Belén : Victorita
- Concha Velasco : Purita
- Francisco Rabal : Ricardo Sorbedo
- Mario Pardo : Rubio Antofagasta
- Fiorella Faltoyano : Filo
- José Sazatornil : Tesifonte Ovejero
- José Luis López Vázquez : Leonardo Meléndez
- Mary Carrillo : Doña Asunción
- José Bódalo : Don Roque
- Charo López : Nati Robles
- Marta Fernández Muro : Amparito
- Emilio Gutiérrez Caba : Ventura Aguado
- Elvira Quintillá : Doña Visitación
- Luis Ciges : Don Casimiro
- José Sacristán : Martín Marco
- Agustín González : Mario de la Vega
- Antonio Resines : Pepe 'El Astilla'
- María Luisa Ponte : Doña Rosa
- Camilo José Cela : Matías

## Distinctions
- Berlinale 1983 : Ours d'or[1]